# Tubulanus floridanus
Tubulanus floridanus är en djurart som tillhör fylumet slemmaskar, och som beskrevs av Ernest F. Coe 1951. Tubulanus floridanus ingår i släktet Tubulanus och familjen Tubulanidae. Inga underarter finns listade i Catalogue of Life.